# Zygophylax infundibulum
Zygophylax infundibulum is een hydroïdpoliep uit de familie Lafoeidae. De poliep komt uit het geslacht Zygophylax. Zygophylax infundibulum werd in 1958 voor het eerst wetenschappelijk beschreven door Millard. 